# Източен хребет
Източният хребет (на руски: Восточный хребет) е планинскиа система на полуостров Камчатка, в югоизточната част на Камчатски край, Русия. Простира се от север-североизток на юг-югозапад на протежение от 600 km и ширина 60 km от залива Езерен до залива Авачинска губа. На запад се спуска стръмно към долините на реките Камчатка и левият ѝ приток Еловка и реките Езерна на север и Болшая на югозапад.
Източният хребет представлява сложна планинска система, издигната от нови и съвременни вътрешни земни сили, състояща се от редица отделни хребети със стръмни западни и по-полегати източни склонове. Южната част на планината носи името Ганалски хребет, който представлява хорстов масив с назъбен гребен с височина до 2277 m (връх Бакенинг). изграден е от протерозойски и долнопалеозойски гнайси и кристалинни шисти, а също и гранити и вулканични скали с много по-млада възраст. Основната част на Източния хребет е създадения през кайнозойската орогенеза Източнокамчатски антиклинорий, изграден от горнокредни седименти и вулканични скали (базалти, туфи).
Близо до стиковането на Валаганския хребет и хребета Тумрок Източният хребет е пресечен от Източнокамчатската вулканична зона – вулкана Кизимен 2375 m (55°07′51″ с. ш. 160°19′11″ и. д. / 55.130833° с. ш. 160.319722° и. д.). В северната част на планината се простира хребета Кумроч, прорязан от дълбокия пролом на река Камчатка, в който се издига вулкана Шиш 2340 m. По склоновете на целия Източен хребет са развити паркови гори и храстови формации (елов и кедров клек, рододендрон).